# Lilla Svansjön, Småland
Lilla Svansjön är en sjö i Ljungby kommun i Småland och ingår i Fylleåns huvudavrinningsområde. Sjön har en area på 0,21 kvadratkilometer och ligger 163,1 meter över havet. Sjön avvattnas av vattendraget Fylleån.

## Delavrinningsområde
Lilla Svansjön ingår i det delavrinningsområde (630256-135084) som SMHI kallar för Ovan Hjortån. Medelhöjden är 177 meter över havet och ytan är 29,58 kvadratkilometer. Det finns inga avrinningsområden uppströms utan avrinningsområdet är högsta punkten. Avrinningsområdets utflöde Fylleån mynnar i havet. Avrinningsområdet består mestadels av skog (56 procent) och sankmarker (25 procent). Avrinningsområdet har 3,29 kvadratkilometer vattenytor vilket ger det en sjöprocent på 11,1 procent.